# Chenequa
Chenequa é uma vila localizada no estado norte-americano de Wisconsin, no Condado de Waukesha.

## Demografia
Segundo o censo norte-americano de 2000, a sua população era de 583 habitantes.
Em 2006, foi estimada uma população de 589, um aumento de 6 (1.0%).

## Geografia
De acordo com o United States Census Bureau tem uma área de
12,1 km², dos quais 9,2 km² cobertos por terra e 2,9 km² cobertos por água.

## Localidades na vizinhança
O diagrama seguinte representa as localidades num raio de 8 km ao redor de Chenequa.